# John Campbell, 2. vévoda z Argyllu
John Campbell, 2. vévoda z Argyllu (John Campbell, 2nd Duke of Argyll, 1st Duke of Greenwich, 2nd Marquess of Kintyre and of Lorne, 1st Earl of Greenwich, 1st Baron Chatham, 2nd Earl of Campbell and of Cowall, 12th Baron Campbell, 2nd Baron Inverary, Mull, Morvern and Tirie) (10. října 1680, Ham House, Anglie – 4. října 1743, Sudbrook House, Anglie) byl britský a skotský státník a vojevůdce. Patřil k významnému skotskému klanu Campbellů, od roku 1703 užíval titul vévody z Argyllu. Měl zásadní podíl na vyjednávání o sloučení Anglie a Skotska, zastával vysoké hodnosti u dvora, uplatnil se také jako vojevůdce a nakonec dosáhl hodnosti polního maršála a vrchního velitele britských vojsk. Byl rytířem Podvazkového řádu. Zemřel bez mužského potomstva, titul vévody po něm zdědil mladší bratr Archibald.

## Životopis
Narodil se v londýnském paláci Ham House vévody z Lauderdale jako starší syn 1. vévody z Argyllu a jeho manželky Elizabeth Tollemache (1659-1735), sestry 3. hraběte z Dysartu. Od roku 1694 sloužil v armádě a zúčastnil se devítileté války. V roce 1703 po otci zdědil titul vévody, poté se aktivně zapojil do veřejného dění a patřil k předním stoupencům sloučení Anglie se Skotskem, což mu vyneslo anglický titul vévody z Greenwiche (1705), mezitím byl lordem sudím nejvyššího soudu ve Skotsku (1704-1708) a v roce 1704 obdržel Řád bodláku. Byl také královským komisařem skotského parlamentu (1705) a lordem pokladu ve Skotsku (1705-1706). Mezitím se po boku vévody z Marlborough zúčastnil na kontinentu války o španělské dědictví, během níž rychle postupoval v hodnostech (brigádní generál 1704, generálmajor 1706, generálporučík 1709, generál 1711). Od roku 1709 byl členem britské Tajné rady, v roce 1711 byl vrchním velitelem ve Španělsku, v Madridu zároveň působil jako vyslanec u dvora krále Karla III. V roce 1710 obdržel Podvazkový řád.
Po smrti královny Anny byl regentem ve Skotsku (1714), po nástupu hannoverské dynastie se stal hofmistrem prince waleského (1714-1716), od roku 1715 do smrti byl lordem místodržitelem ve skotských hrabstvích Argyll a Dunbarton, v letech 1715-1716 byl krátce také místodržitelem v anglickém hrabství Surrey. V roce 1715 potlačil ve Skotsku jakobitské povstání, za co mu byl později udělen britský titul vévody z Greenwiche (1718). V letech 1718-1725 byl nejvyšším hofmistrem Velké Británie, v roce 1721 krátce státním sekretářem pro Skotsko. Jako přední vojevůdce zastával v letech 1725-1730 funkci generálního polního zbrojmistra, později získal čestné funkce guvernéra v Plymouthu (1730-1737) a viceadmirála pro západní pobřeží Skotska (1730-1742). V roce 1735 byl povýšen na polního maršála, před smrtí znovu krátce zastával funkci generálního polního zbrojmistra (1742). Zemřel na svém venkovském sídle Sudbrook House poblíž Londýna a byl pohřben ve Westminsterském opatství
V politice a armádě byl všeobecně uznávanou osobností, vynikl jako skotský patriot a zvláště ve Skotsku byl značně populární, ve své povýšenosti byl však celoživotně přesvědčen, že jeho postavení neodpovídá významu jména Campbell. To jej svádělo k intrikám a častým proměnám politických postojů. Později dlouhodobě podporoval premiéra R. Walpola, v závěru své kariéry se s ním ale názorově rozešel.

## Manželství a potomstvo
Poprvé se oženil v roce 1701 s Mary Duncombe (1681–1717), neteří londýnského lord-mayora Charlese Duncomba. Toto bezdětné manželství skončilo rozvodem v roce 1716 a z druhého manželství s Jane Warburton (1683–1764) měl pět dcer, nejstarší z nich Caroline zdědila titul baronky z Greenwiche.
- Caroline Campbell, baronka z Greenwiche (1717–1794), 1. manžel 1742 Francis Scott, hrabě z Dalkeithu (1720–1750), 2. manžel 1755 Charles Townshend (1725–1767), ministr financí

- Anne Campbell (1720–1785), manžel 1741 William Wentworth, 2. hrabě ze Straffordu (1722–1791)

- Elizabeth Campbell (1722–1799), manžel 1749 James Stuart-Mackenzie (1714–1800), člen Dolní sněmovny, vyslanec v Turínu, bratr premiéra 3. hraběte z Bute

- Mary Campbell (1726–1811), manžel 1747 Edward Coke, vikomt Coke (1719–1753), člen Dolní sněmovny, syn 1. hraběte z Leicesteru

Zahájil přestavbu rodového sídla Inveraray Castle ve Skotsku, v níž pokračoval mladší Archibald.